# حقائق الحياة (رواية)
حقائق الحياة The Facts of Life هي رواية خيالية تاريخية للكاتب الإنجليزي غراهام جويس، نشرت في ديسمبر 2002 من دار نشر فيكتور غولانش في المملكة المتحدة، وفي يونيو 2003 من دار نشر أتريا بابليشنغ غروب في الولايات المتحدة.
وتدور أحداث الرواية في كوفنتري بإنجلترا بعد نهاية الحرب العالمية الثانية، بسرد ذكريات حول سلسلة هجمات كوفنتري بليتز عندما قصفت القوات الجوية الألمانية المدينة في 14 نوفمبر 1940.
لاقت الرواية استحسان النقاد بشكل عام. وفازت بجائزة وورلد فانتازي World Fantasy لعام 2003 لأفضل رواية، ورشحت لجائزة أوغست ديرليث لأفضل رواية لعام 2003. وترجمت إلى الإسبانية والبرتغالية والإيطالية والفرنسية. وحصلت الترجمة الفرنسية بعنوان "شرايين الحياة" Lignes de vie لميلاني فازي على جائزة غران بري دو ليماجينير Grand prix de l'Imaginaire لعام 2007، في فئتي الترجمة والرواية الأجنبية.
وقال جويس إن بحثه لكتابة الفصل الخاص بهجوم كوفنتري بليتز، قد تضمن مقابلات أجراها مع شهود عيان. ونُشر هذا الفصل أيضًا كرواية قصيرة بعنوان "The Coventry Boy" في عدد خريف 2002 من مجلة الرعب البريطانية البديل الثالث. وكانت تلك الرواية أحد الروايات المرشحة لجائزة برام ستوكر لعام 2002 للإنجاز المتفوق في الرواية الطويلة.

## القصة
تدور أحداث الرواية في كوفنتري في إنجلترا، مباشرة بعد الحرب العالمية الثانية، حول عائلة فاين المكونة من مارثا فاين وبناتها السبع. مارثا تزورها الأشباح، وابنتها الصغرى كاسي مستبصرة. ولدى كاسي طفل اسمه فرانك من علاقة مع جندي أثناء الحرب. ويتمتع فرانك أيضًا بقدرات نفسية ورثتها عن والدتها وجدتها. ونظرًا لأن كاسي ضالة ومتمردة ، فإن مارثا تفوض أخوات كاسي الست بمهمة تربية فرانك. وتتتبع القصة السنوات العشر الأولى من حياة فرانك وعائلة فاين التي تعتني به.
وفي استرجاع لذكريات الحرب، تتنبأ كاسي البالغة من العمر ستة عشر عامًا بهجوم كوفنتري بليتز. وفي ليلة 14 نوفمبر 1940، وبينما كانت طائرات سلاح الجو الألماني تقصف المدينة بالقنابل الحارقة، تتجول كاسي في شوارعها وسط الجحيم والدمار، وتتحدث مع الأفراد الأحياء والأموات. وتصعد إلى قمة برج كاتدرائية كوفنتري واتصلت بأحد طياري القاذفات الألمانية.وجعلته يطير بطائرته خارج التشكيل، حيث يمكن إسقاطها بسهولة بواسطة المدافع البريطانية المضادة للطائرات.